# اتفاقية سلامة موظفي الأمم المتحدة والأفراد المرتبطين بها
اتفاقية سلامة موظفي الأمم المتحدة والأفراد المرتبطين بها هي معاهدة للأمم المتحدة تهدف إلى حماية حفظة السلام التابعين للأمم المتحدة وغيرهم من موظفي الأمم المتحدة.

## التبني
اقترحت نيوزيلندا وأوكرانيا مثل هذه الاتفاقية في عام 1993، وصاغت لجنة القانون الدولي الاتفاقية في عام 1994. أصدرت الجمعية العامة للأمم المتحدة قرارًا باعتماد الاتفاقية في 9 ديسمبر 1994.

## المحتوى
توافق أطراف الاتفاقية على تجريم ارتكاب جرائم القتل أو الاختطاف بحق موظفي الأمم المتحدة أو الجمعيات وكذلك الهجمات العنيفة ضد المعدات أو المباني الرسمية أو أماكن الإقامة الخاصة أو وسائل نقل هؤلاء الأشخاص. كما يتفق أطراف الاتفاقية على تجريم الشروع في ارتكاب مثل هذه الأعمال أو التهديد بارتكابها. يشير مصطلح «موظفو الأمم المتحدة» إلى الأفراد المعينين أو المنشورين من قبل الأمين العام للأمم المتحدة كأعضاء في الجيش أو الشرطة أو المكونات المدنية لعملية الأمم المتحدة؛ كما تضم مسؤولين من وكالات الأمم المتحدة المتخصصة والوكالة الدولية للطاقة الذرية. «الموظفون المرتبطون» يشملون الأفراد الآخرين - مثل أعضاء المنظمات غير الحكومية - المعينين للعمل بصفة رسمية من قبل موظفي الأمم المتحدة.
أحد الأحكام المركزية للاتفاقية هو مبدأ إما التسليم أو المحاكمة - أنه يجب على أي طرف في المعاهدة إما (1) مقاضاة شخص يرتكب جريمة ضد موظفي الأمم المتحدة أو الموظفين المرتبطين بها أو (2) إرسال الشخص إلى دولة أخرى تطلب تسليمه للمحاكمة على نفس الجريمة.
تنص الاتفاقية على أن العناصر العسكرية والشرطية لعملية الأمم المتحدة - بما في ذلك المركبات والطائرات والسفن - يجب أن تحمل هوية مميزة للأمم المتحدة وأن جميع موظفي الأمم المتحدة والأفراد المرتبطين بها يجب أن يحملوا هوية مناسبة. تنص المعاهدة أيضًا على أن الأمم المتحدة والأفراد المرتبطين بها يجب أن يحترموا ويلتزموا بالقوانين المحلية للدولة المضيفة.

## التصديق والأطراف
وبحلول نهاية عام 1995، تم التوقيع على الاتفاقية من قبل 43 دولة ودخلت حيز التنفيذ في 15 يناير 1999 بعد أن صادقت عليها 22 دولة. اعتبارًا من يونيو 2016، صادقت على المعاهدة 93 دولة، بما في ذلك 92 دولة عضو في الأمم المتحدة بالإضافة إلى دولة فلسطين. والدول التي وقعت على الاتفاقية ولكنها لم تصدق عليها بعد هي هاييتي وهندوراس ومالطا وباكستان وسيراليون والولايات المتحدة.

## البروتوكول الاختياري
في 8 ديسمبر 2005، اعتمدت الجمعية العامة للأمم المتحدة البروتوكول الاختياري لاتفاقية سلامة موظفي الأمم المتحدة والأفراد المرتبطين بها. يوسع البروتوكول الاختياري ببساطة نطاق ما يشكل «عملية للأمم المتحدة» ليشمل «تقديم المساعدة الإنسانية أو السياسية أو الإنمائية في بناء السلام» و «تقديم المساعدة الإنسانية الطارئة». تم التوقيع على البروتوكول الاختياري من قبل 34 دولة، ودخل حيز التنفيذ في 19 أغسطس 2010، وحتى يونيو 2016 تم التصديق عليه من قبل 30 دولة.

## روابط خارجية
- ماهنوش أرسنجاني، «اتفاقية سلامة موظفي الأمم المتحدة والأفراد المرتبطين بها» ، un.org
- نص الاتفاقية .
- التصديق على الاتفاقية .
- نص البروتوكول الاختياري .
- التصديق على البروتوكول الاختياري .